# 2016年リオデジャネイロオリンピックのエストニア選手団
2016年リオデジャネイロオリンピックのエストニア選手団（2016ねんリオデジャネイロオリンピックのエストニアせんしゅだん）は、2016年8月5日から8月21日にかけてブラジルのリオデジャネイロで開催された2016年リオデジャネイロオリンピックのエストニア選手団、およびその競技結果。

## 概要
今大会は銅メダル1個を獲得した。
陸上女子マラソンに出場したレイラ・ルイク、リーナ・ルイク、リリー・ルイクは、三つ子の姉妹で、オリンピック史上初めての三つ子の同時出場となった。

## 選手団
- 人員: 選手 45人
- 開会式旗手: カール＝マルティン・ラモ

## メダル獲得者
| メダル   | 名前                                                                    | 競技   | 種目                   | 日付（現地） |
| -------- | ----------------------------------------------------------------------- | ------ | ---------------------- | ------------ |
| 銅メダル | トヌ・エンドレクソン アンドレイ・ヤムサ アラル・ラヤ カスパル・タイムソ | ボート | 男子クオドルプルスカル | 8/11         |

## 種目別選手・スタッフ名簿及び成績

### アーチェリー
- ラウラ・ヌルムサル（女子個人）1回戦敗退

### 陸上競技
- ジャーク＝ヘンリッヒ・ジャゴール（男子400mハードル）49秒78 予選敗退
- ラスムス・マギ（男子400mハードル）48秒40 国内新 6位
- カウル・キヴィスティク（男子3000m障害）8分44秒25 予選敗退
- ローマン・フォスティ（男子マラソン）2時間19分26秒 61位
- ティードレク・ヌルメ（男子マラソン）2時間20分01秒 63位
- ゲルド・カンテル（男子円盤投げ）65.10m 5位
- マルティン・クッパー（男子円盤投げ）66.58m 4位
- マグナス・キルト（男子やり投げ）79.33m 予選敗退
- タネル・ラーンマエ（男子やり投げ）80.45m 予選敗退
- リスト・マタス（男子やり投げ）79.40m 予選敗退
- ロベルト・サルリ・カール（男子十種競技）7223、23位
- マイセル・ウイボ（男子十種競技）7170、24位
- レイラ・ルイク（女子マラソン）2時間54秒38秒 114位
- リーナ・ルイク（女子マラソン）途中棄権
- リリー・ルイク（女子マラソン）2時間48秒29秒 97位
- クセニア・バルタ（女子走り幅跳び）6.79m 6位
- リーナ・ラースマ（女子やり投げ）58.06m 予選敗退
- グリト・サデイコ（女子七種競技）途中棄権

### バドミントン
- ラウル・ムスト（男子シングルス）予選グループ敗退
- カティ・トルモフ（女子シングルス）予選グループ敗退

### 自転車
- タネル・カンゲルト（自転車男子ロードレース個人）6時間11分52秒 9位
- レイン・ターラマエ（自転車男子ロードレース個人）途中棄権

### フェンシング
- ニコライ・ノボスヨロフ（男子エペ個人）準々決勝敗退
- ユリア・ベラエワ（女子エペ個人）2回戦敗退
- イリナ・エンブリヒ（女子エペ個人）3回戦敗退
- エリカ・キルプ（女子エペ個人）3回戦敗退
- 女子エペ団体 3位決定戦敗退
ユリア・ベラエワ、イリナ・エンブリヒ、エリカ・キルプ、クリスティナ・クースク

### 柔道
- グリゴリ・ミナスキン（男子100kg級）2回戦敗退

### ボート
- 男子クオドルプルスカル 6分10秒65  銅メダル
トヌ・エンドレクソン、アンドレイ・ヤムサ、アラル・ラヤ、カスパル・タイムソ

### セーリング
- カール＝マルティン・ラモ（男子レーザー級）169、21位
- デニス・カルパク（男子フィン級）126、20位
- イングリッド・プースタ（女子RS:X級）133、11位
- アンナ・マリア・セップ、カトリン・タミステ（女子49erFX級）194、19位

### 射撃
- ペーテル・オレスク（男子25mラピッドファイアピストル）553 予選敗退

### 競泳
- マルティン・アリクヴェー（男子200m平泳ぎ）2分13秒66 予選敗退
- マリア・ロマニュク（女子100m平泳ぎ）1分09秒49 予選敗退

### トライアスロン
- カイディ・キヴィオヤ（女子）2時間05分42秒 44位

### ウエイトリフティング
- マルト・セイム（男子105kg超級）430、7位

### レスリング
- アルド・アルサール（男子グレコローマン98kg級）2回戦敗退
- ヘイキ・ナビ（男子グレコローマン130kg級）3位決定戦敗退
- エップ・マエ（女子フリースタイル75kg級）2回戦敗退